# تشكيل على البارد
التشكيل على البارد في علم الفلزات (علم التعدين) هو أي عملية من عمليات صنع الأدوات المعدنية والتي يعالج فيها الفلز (أو المعدن) دون نقطة انصهاره. يستخدم هذا المصطلح أيضاً في مجال صناعة الزجاج.
من العمليات التي تجرى فيها التشكيل على البارد على سبيل المثال كل من الثني والقص والسحب.